# 43767 Permeke
43767 Permeke è un asteroide della fascia principale. Scoperto nel 1988, presenta un'orbita caratterizzata da un semiasse maggiore pari a 2,9729936 UA e da un'eccentricità di 0,1555058, inclinata di 7,23259° rispetto all'eclittica.